# لحية الحية
لِحْيَة الحَيّة أو ذقن الحية (زنبق ناصع) (الاسم العلمي: Ophiopogon)، جنس نباتات عشبية جذمورية معمرة دائمة الخضرة من فصيلة الهليونية. مواطنها المناطق الاستوائية في شرق آسيا وجنوب شرق آسيا وجنوب آسيا.